# باتريسيا ميدرادو
باتريسيا ميدرادو (بالبرتغالية: Patrícia Medrado) مواليد 26 نوفمبر 1956، هي لاعبة كرة مضرب برازيلية سابقة. أعلى تصنيف لها في الفردي كان المركز الـ 51 في سنة 1983. أعلى تصنيف لها في الزوجي كان المركز الـ 68 في سنة 1987.

## روابط خارجية
- باتريسيا ميدرادو على موقع رابطة محترفات التنس (الإنجليزية)
- باتريسيا ميدرادو على موقع الاتحاد الدولي لكرة المضرب (الإنجليزية)
- باتريسيا ميدرادو على موقع كأس بيلي جين كينغ (الإنجليزية)
- باتريسيا ميدرادو على موقع خلاصة التنس.كوم (الإنجليزية)